# Ватинец
Ватинец (укр. Ватинець) — село в Гороховской городской общине Луцкого района Волынской области Украины.
До 2020 года входило в Гороховский район.
Код КОАТУУ — 0720881003. Население по переписи 2001 года составляет 178 человек. Почтовый индекс — 45710. Телефонный код — 3379. Занимает площадь 6,21 км².